# 1909 год в кино

## Фильмы

### Мировое кино
- «Воскресение»/Resurrection, Франция (реж. Андре Кальметт)
- «Западня»/L’assommoir, Франция (реж. Альбер Капеллани)
- «Король забавляется»/Le roi d’amuse, Франция (реж. Альбер Капеллани)
- «Макбет»/Macbeth, Франция (реж. Андре Кальметт)
- «Нельская башня»/La tour de Nelse, Франция (реж. Андре Кальметт)
- «Отец Милон»/La pere Milon, Франция (реж. Андре Кальметт)
- «Поцелуй Иуды»/Le baiser de Judas, Франция (реж. Арман Бур)
- «Смерть герцога Энгиенского»/La mort du duc D’Enghien, Франция (реж. Альбер Капеллани)
- «Спекуляция пшеницей»/A Corner in Wheat, США (реж. Дэвид Уорк Гриффит)
- «Тоска»/La tosca, Франция (реж. Андре Кальметт)
- «Трагический корсиканец»/Le corso tragique, Франция (реж. Альбер Капеллани)
- «Шагреневая кожа»/La peau du chagrin, Франция (реж. Альбер Капеллани)

### Российское кино
- «Бахчисарайский фонтан», (реж. Яков Протазанов)
- «Боярин Орша», (реж. Пётр Чардынин)
- «Вадим/Повесть из времён Пугачёва/Боярин Палицын», (реж. Пётр Чардынин)
- «Ванька-ключник», (реж. Василий Гончаров)
- «Вий», (реж. Василий Гончаров)
- «Власть тьмы», (реж. Пётр Чардынин)
- «Драма в таборе подмосковных цыган», (реж. Владимир Сиверсен)
- «Женитьба», (реж. Пётр Чардынин)
- «Мазепа», (реж. Василий Гончаров)
- «Мёртвые души», (реж. Пётр Чардынин)

- «Песнь про купца Калашникова», (реж. Василий Гончаров)
- «Преступление и наказание», (реж. Василий Гончаров)
- «Русская свадьба XVI столетия», (реж. Василий Гончаров)
- «Смерть Иоанна Грозного», (реж. Василий Гончаров)
- «Тарас Бульба», режиссёр Александр Дранков
- «Ухарь-купец», (реж. Василий Гончаров)
- «Хирургия», (реж. Пётр Чардынин)
- «Чародейка/Нижегородское предание», (реж. Пётр Чардынин и Василий Гончаров))
- «Что за комиссия, создатель, быть взрослой дочери отцом?», (реж. Александр Пантелеев, Лебединский)
- «Эпизод из жизни Дмитрия Донского», (реж. Кай Ганзен)

## Знаменательные события
Снимается первая русская цветная (раскрашенная от руки) художественная картина «Ухарь-купец»

## Персоналии

### Родились
- 2 мая — Леонид Луков, советский кинорежиссёр, сценарист.
- 17 июня — Карел Хёгер, чешский актёр.
- 25 июня — Маргерит Вибю, датская актриса театра, кино и телевидения.
- 12 июля — Бимал Рой, индийский кинорежиссёр и продюсер.
- 30 августа — Андре Торндайк, немецкий кинорежиссёр и сценарист.
- 23 ноября — Леонида Барбони, итальянский кинооператор.